# Río de Perales
Río de Perales är ett vattendrag i Spanien.   Det ligger i provinsen Provincia de Madrid och regionen Madrid, i den centrala delen av landet, 40 km väster om huvudstaden Madrid.